# Klassisk musik

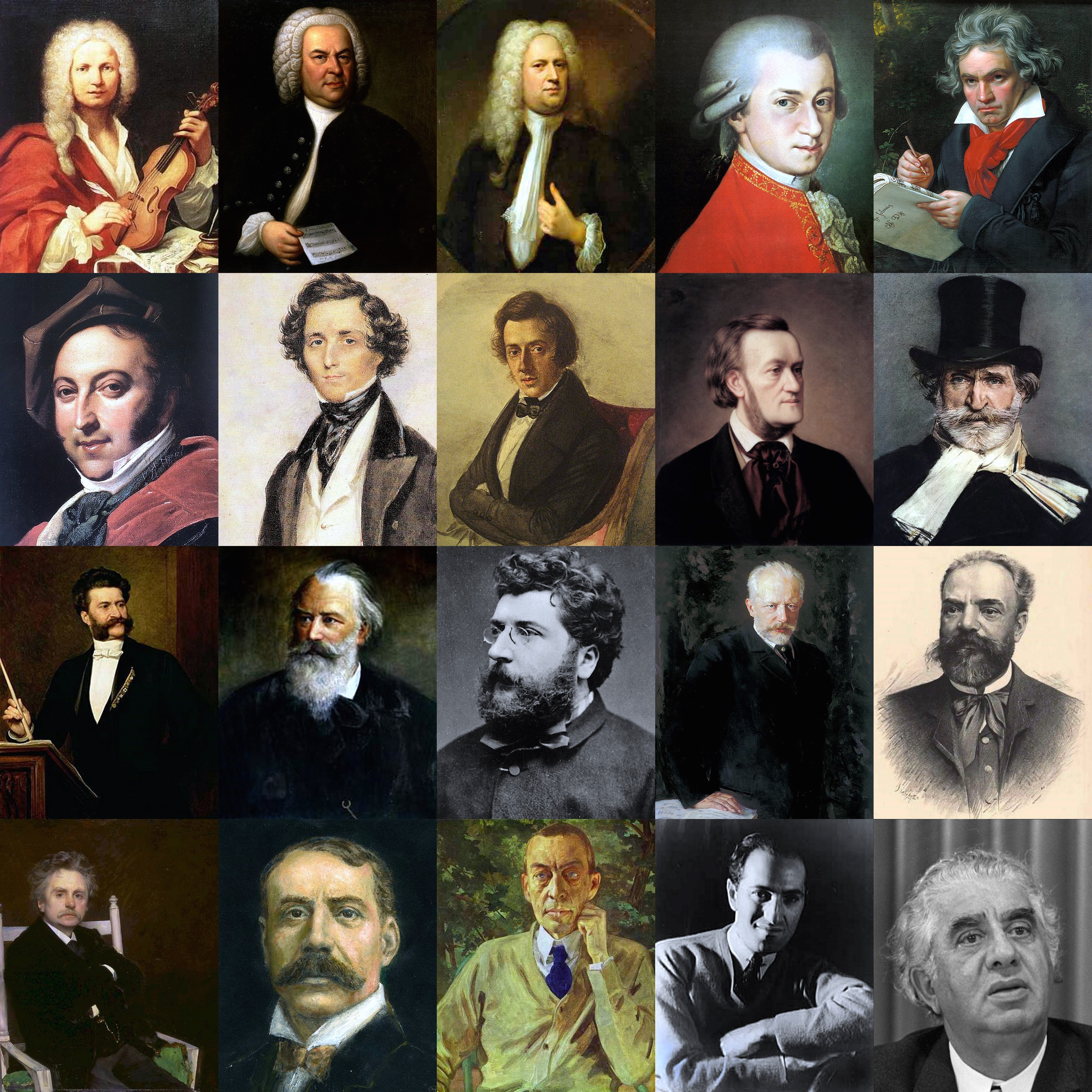
Montage av porträtt av "klassiska" tonsättare. Från vänster till höger:
Övre raden: Antonio Vivaldi, Johann Sebastian Bach, Georg Friedrich Händel, Wolfgang Amadeus Mozart, Ludwig van Beethoven
Andra raden: Gioacchino Rossini, Felix Mendelssohn, Frédéric Chopin, Richard Wagner, Giuseppe Verdi
Tredje raden: Johann Strauss den yngre, Johannes Brahms, Georges Bizet, Pjotr Tjajkovskij, Antonín Dvořák
Undre raden: Edvard Grieg, Edward Elgar, Sergej Rachmaninov, George Gershwin, Aram Chatjaturjan.

Klassisk musik är en vid musikgenre kopplad till europeisk konst, etablerad kultur och kulturarv sedan 1700-talet. Begreppet exkluderar liknande musik utanför den västerländska kultursfären, folkmusik, liksom populärmusik och musik med bas i den afroamerikanska traditionen. Däremot inräknas de relaterade begreppen seriös musik, klassicistisk musik, (västerländsk) konstmusik, nutida musik och modern musik.

## Klassisk musik
Klassisk musik är musik som är klassisk i betydelsen av något "som har erkänt bestående konstnärligt och kulturellt värde" och att den anses speciellt värdefull och en del av ett kulturarv. En del tonsättare fick under 1800-talet ett slags hjältestatus och deras verk kom att bli standardverk vid de framväxande orkesterinstitutionerna, i operahusen och vid kammarmusicerande. Repertoaren försköts drastiskt från att vid 1700-talets slut ha bestått av musik av samtida, levande tonsättare, till att 100 år senare bestå av musik av i huvudsak "klassiska", ej längre levande tonsättare; förhållandet ändrades från 1:3 till 3:1. Genom en framväxande musikkritikerkår som baserade sin musiksyn på konstfilosofi och musikaliskt kunnande, kom musiken att inlemmas i romantikens diskussion om konst. Bland dessa fanns E.T.A. Hoffmann, Robert Schumann, A.B. Marx och Eduard Hanslick. Föreställningen om att musiken var autonom i förhållandet till texten växte fram och intresset för kompositionsteknik och musikens form, samt erkännandet av att den instrumentala konstmusiken hade ett egenvärde, var faktorer som var förutsättningar för att "klassiskt" kom att bli ett musikbegrepp. Man framhävde musikens "potential för en fördjupad intellektuell reflexion" och den självständiga instrumentalmusiken förknippades också med musik som en "speciell metafysisk andlig spis" som bara ett geni kunde framställa. Därmed etablerades den föreställning om kopplingen mellan klassisk musik och musikgeni som kom att dominera konstmusikens utveckling.
| Arnold Schönberg och Alban Berg |  | Arnold Schönberg och Alban Berg |
| Arnold Schönberg och Alban Berg |  |                                 |

Förutsättningarna för den klassiska musiken kan också ses ur ett musiksociologiskt perspektiv. Under 1700-talet bildade Wien, genom inslag av många olika musikkulturer en inspirerande miljö för tonsättare och förhållandet till publiken var viktig. Publiken krävde att musiken skulle vara begriplig och därför följa vissa normer för att betraktas som klassisk musik, men senare under 1800-talet ställdes högre krav på lyssnarna som förväntades reflektera över musiken och göra en estetisk bedömning av den. På så vis uppstod en motsättning mellan publiken och de mer erfarna konstbedömarna och än idag betraktas musiken från sekelskiftet 1900 av till exempel Arnold Schönberg, Anton Webern och Alban Berg som "modern musik" av den breda publiken, medan musikexpertis sedan länge betraktat den som "klassisk".

## Klassicistisk musik
| Palestrina och Schubert |  | Palestrina och Schubert |
| Palestrina och Schubert |  |                         |

I ett franskt lexikon från 1806 används "classique" som benämning på klassiska musikaliska mästerverk från Palestrina till Luigi Cherubini, analogt med ordets innebörd inom litteratur, konst och arkitektur. Inspirerade av Goethes och Friedrich Schillers definition av "Weimarklassicismen" försökte musikskribenter under tidigt 1800-tal att inlemma Haydns, Mozarts och Beethovens verk i en "klassisk period" – en "wienklassicism". Musikhistoriker har sedan dess försökt avgränsa klassicismen som en stil och en epok och några spårade dess rötter till tidigt 1700-tal, medan andra, bland annat Friedrich Blume vidgade begreppet till att gälla till och med Franz Schuberts musik. Några skarpa gränsdragningar till barocken och romantiken har dock inte varit möjliga att göra.
Den amerikanske musikforskaren Charles Rosen har undersökt instrumentalmusiken hos Haydn, Mozart och Beethoven och därigenom försökt avgränsa en "klassisk stil". Dessa tonsättare var, enligt Rosen, "besjälade av samma klassiska ideal" och det viktiga i deras musik är vändpunkten för tonalitetsutvecklingen och den struktur som sonatformen gav upphov till.
Begreppen "klassicism" och "klassisk" har således två betydelser, dels en konstideologisk (se ovan "Klassisk musik"), dels en stilistisk (Rosen).

## Konstmusik
Då musiken under 1700-talets estetiska debatt började värderas och jämföras med andra konstarter (måleri, poesi, arkitektur) växte också föreställningen om en "konstmusik" fram. Konst blev en beteckning för kvalitet, medan betydelsen av beteckningen "populär" svängde från att ha varit en positiv egenskap – musik som skulle nå lyssnarna – till att få en negativ klang – musik som var anpassad till en rådande bred musiksmak. Klassicismen, och den kanon av klassiska verk som utkristalliserades, bidrog till att ge konstmusikbegreppet en historiserande slagsida. Av det skälet har 1900-talets musik haft svårt att etablera sig som konstmusik i samma utsträckning som musiken från den klassicistiska perioden. Genom att man ur olika sekler, beroende på konstsmak, valt ut musik till en kanon, skild från den musik som fått etiketten "populärmusik" (dansmusik, underhållningsmusik, m.m.) har en västerländsk musiktriangel bildats som består av tre genrer, konstmusik-populärmusik-folkmusik. Den värdering som tidigare innebar att konstmusiken, ofta kallad "klassisk musik", stod högst, är numera utjämnad till förmån för en mer pluralistisk syn.

## Modern, nutida och samtida musik
Modern musik betecknar ibland för den breda allmänheten musik ända från 1900-talets början, med tonsättare som Arnold Schönberg, Anton Webern och Alban Berg, medan musiker snarare tenderar att beteckna denna musik som "klassisk". För konstmusiken under 1900- och 2000-talet används begreppet "nutida musik" eller "samtida musik" analogt med beteckningen på engelska "contemporary music" eller "contemporary classical music". ISCM – Internationella samfundet för samtida musik grundades till exempel 1922. Då det gäller begreppet "modern musik" bör det särskiljas från "modernistisk musik" som är en stil med avgränsbara kännetecken.
"Modern musik" har på senare tid kommit att beteckna såväl konstmusik, som populärmusik och jazz.

## Epoker och stilar
Inom musiken används, liksom inom andra konstarter, begrepp för epoker som genom historien uppvisat särskilda stildrag. Därmed avser vissa begrepp både den tidsmässiga utsträckningen och utmärkande stildrag. Dessa epoker och stilar är bland andra (i kronologisk ordning): Renässansen, barocken, wienklassicismen, romantiken, impressionismen, expressionismen och modernismen. 